# Botryobasidium bisporum
Botryobasidium bisporum ist eine Ständerpilzart aus der Familie der Traubenbasidienverwandten (Botryobasidiaceae). Sie bildet resupinate, spinnwebartige Fruchtkörper aus, die auf Totholz von Baumfarnen und Nadelbäumen wachsen. Das Verbreitungsgebiet von Botryobasidium bisporum umfasst die Maskareneninsel Réunion. Eine Anamorphe der Art ist bislang nicht bekannt.

## Merkmale

### Makroskopische Merkmale
Botryobasidium bisporum besitzt gelbliche bis ockerfarbene, gespinstartige und dünne Fruchtkörper, die resupinat (also vollständig anliegend) auf ihrem Substrat wachsen und unter der Lupe leicht netzartig erscheinen.

### Mikroskopische Merkmale
Wie bei allen Traubenbasidien ist die Hyphenstruktur von Botryobasidium bisporum monomitisch, besteht also ausschließlich aus generativen Hyphen, die sich rechtwinklig verzweigen. Die Basalhyphen sind hyalin, meist 8–11 µm breit und nicht inkrustiert. Die Subhymenialhyphen sind hyalin und dünnwandig. Alle Hyphen sind einfach septiert. Die Art verfügt weder über Zystiden noch über Schnallen. Die zweisporigen Basidien der Art wachsen in Nestern, werden 17–25 × 7–8,5 µm groß, sind subzylindrisch geformt und an der Basis einfach septiert. Die Sporen sind annähernd kugelförmig und meist 8–10 × 7,5–10 µm groß. Sie sind mit langen Dörnchen ornamentiert, annähernd hyalin bis bernsteinfarben und dünnwandig.

## Verbreitung
Die bekannte Verbreitung von Botryobasidium bisporum umfasst die Insel Réunion. Dort wurde die auf dem Plateau de Bébour gefunden.

## Ökologie
Botryobasidium bisporum ist ein Saprobiont, der Koniferen und Baumfarne besiedelt. Bekannte Substrate umfassen See-Kiefer (Pinus pinaster) und Cyathea glauca.